# Macrocera flavescens
Macrocera flavescens är en tvåvingeart som beskrevs av Freeman 1951. Macrocera flavescens ingår i släktet Macrocera och familjen platthornsmyggor. Inga underarter finns listade i Catalogue of Life.